# Júlio Dinis
Œuvres principales
As Pupilas do Senhor Reitor (1867)
A Morgadinha dos Canaviais (1868)
Uma Família Inglesa (1868)
 Serões da Província (1870)
Os Fidalgos da Casa Mourisca (1871)
Joaquim Guilherme Gomes Coelho, connu sous le nom de Júlio Dinis est un médecin et écrivain portugais, né à Porto le 14 novembre 1839, et mort de la tuberculose le 12 septembre 1871  dans la même ville.
À la fois poète, auteur dramatique, romancier, il acquit la célébrité dès la publication de son premier roman, As Pupilas do Senhor Reitor (Les Élèves du Doyen) en 1867. Ses œuvres romanesques, décrivant des scènes de la vie provinciale, dans un style simple et agréable, sont toujours populaires au Portugal. Ses poèmes et ses pièces n'ont été publiés que bien après sa mort.

## Biographie
Joaquim Guilherme Gomes Coelho est né à Porto dans la vieille rue Reguinho le 14 novembre 1839 et baptisé le 18 à l'église São Nicolau.
Son père, José Joaquim Gomes Coelho, natif d'Ovar, est un chirurgien diplômé de l'École médico-chirurgicale de Porto ; sa mère, Ana Constança Potter Pereira, native de Porto, est d'origine anglo-irlandaise. Elle meurt de la tuberculose en 1845 lorsqu'il a six ans.
On a peu de renseignements sur sa jeunesse. Il fréquente l'école primaire de Miragaia. En 1853, à 14 ans, après avoir achevé le cursus préparatoire au Lycée, il s'inscrit à l'école polytechnique, où il acquiert un bon niveau en chimie, mathématiques, physique, botanique et géologie. Il s'inscrit ensuite à l'École médico-chirurgicale de Porto à la rentrée de 1856 et y achève brillamment ses études le 27 juillet 1861. Il envisage une carrière d'enseignant et non de praticien. Il postule à un poste de démonstrateur à l'École médico-chirurgicale mais ne l'obtient qu'à la troisième tentative, en 1865.
Sa santé se dégradant inexorablement, il doit interrompre fréquemment sa carrière et séjourner à la campagne, consacrant ces périodes de repos forcé à la littérature.
Dans l'espoir qu'un air plus sain ralentirait l'avance de la tuberculose, il séjourne un temps à Grijó puis à Ovar, chez sa tante Rosa Zagalo Gomes Coelho. Il fait deux séjours sur l'île de Madère et de nombreux voyages à travers le pays, tant que son état le lui permet. Très affaibli, il passe ses derniers mois à Porto, rue Costa Cabral, dans une maison (qui n'existe plus) appartenant à des cousins.
Comme sa mère et ses huit frères, il meurt de la tuberculose, le 12 septembre 1871 au matin. Il a 31 ans.
Auprès de lui se trouve Custódio de Passos, un cousin et ami fidèle avec lequel il a échangé une longue correspondance, désormais accessible, et qui s'est chargé de la révision de ses dernières œuvres en vue de leur publication.
Il est enterré dans une tombe familiale, dans la partie réservée au Tiers-Ordre de Saint-François du cimetière d'Agramonte.

## Œuvres

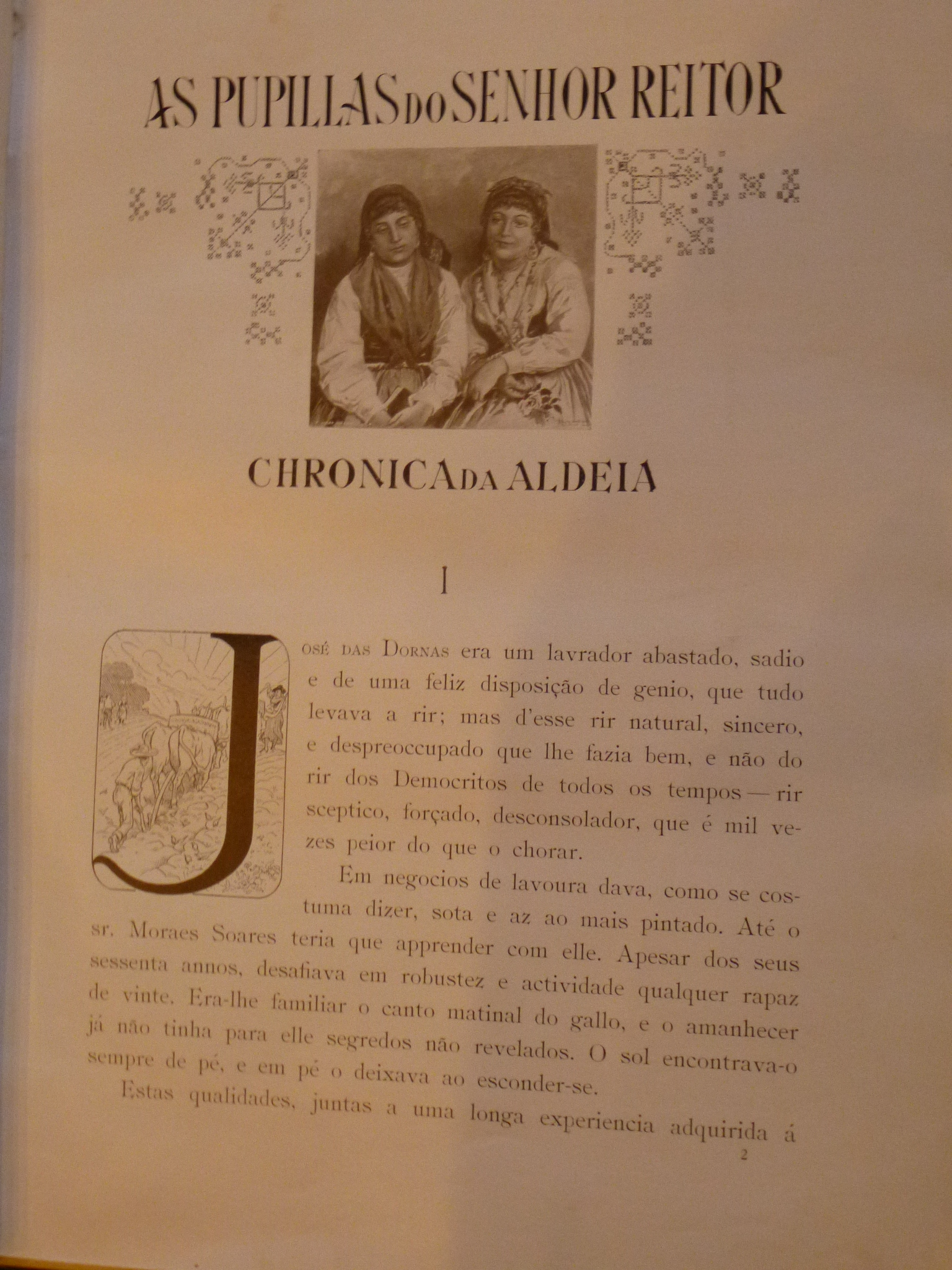
Première page de As Pupilas do Senhor Reitor (1869)

En 1860, à 21 ans, Joaquim Guilherme Gomes Coelho envoie des poèmes, qui seront fort appréciés, à la revue Grinalda, utilisant pour la première fois le pseudonyme de Júlio Dinis. Il publie aussi dans le Jornal do Porto, sous le nom de Diana de Aveleda, de courts récits naïfs comme Os Novelos da Tia Filomena (Les écheveaux de tante Philomène) en 1862 et O Espólio do Senhor Ciprian (Le domaine de monsieur Ciprian) en 1863.
Mais c'est à Ovar, au cours de son premier séjour sanitaire, en 1863, qu'il prend goût à un genre romanesque très différent de ce qui se faisait alors au Portugal : « le roman rural », et qu'il écrit As Pupilas do Senhor Reitor (Les élèves de monsieur le Recteur) en 1867 et A Morgadinha dos Canaviais (la Morgadine de Canaviais) en 1868.
Toutes ses œuvres majeures sont signées Júlio Dinis.
Les premières sont éditées en 1868 : Uma família ingleza: Scenas da vida do Porto (Une famille anglaise : scènes de vie portugaise), qui dénote sa connaissance de la littérature britannique, et son seul « roman urbain », ainsi que  A Morgadinha dos Cannaviaes, qu'un professeur de littérature, en 1976, rapproche de Sense and Sensibility de Jane Austen moins pour l'intrigue que son cadre, le traitement des personnages et le style d'écriture.
As Pupilas do Senhor Reitor, son plus grand succès, paraît d'abord en feuilleton dans le Jornal do Porto puis en volume en 1869, suivi de Serões da Província (Scènes de la vie provinciale).
Os Fidalgos da Casa Mourisca (Les seigneurs de la maison maurisque) paraît peu avant sa mort en 1870.
Les autres publications sont posthumes. Ses poèmes sortent en volume en 1873 (Poesias), mais ses autres écrits sont publiés plus tardivement : Inéditos e Dispersos en 1910 et Teatro Inédito en 1946-1947.
Alors qu'il vit en plein ultra-romantisme, Júlio Dinis, par goût et par son éducation scientifique, est un auteur réaliste. En ce sens, il est un précurseur. Alors qu'il est déjà très malade, au printemps 1870, se forme à Coimbra  avec les « Conférences du Casino » organisées par Eça de Queirós et les membres de la « Génération de 70 » un mouvement avant-gardiste qui introduit le naturalisme dans la littérature portugaise.

## Romans de Júlio Dinis sur Wikisource
- (pt) As Pupilas do Senhor Reitor
- (pt) A Morgadinha dos Canaviais
- (pt) Uma Família Ingleza
- (pt) Os Fidalgos da Casa Mourisca